# شهرزاد عبدالمجید
شهرزاد عبدالمجید (زاده ۱۷ مرداد ۱۳۴۸ تهران) هنرپیشه سینما و تلویزیون و تئاتر ایرانی است.

## زندگی‌نامه
وی در تهران زاده شد و فعالیت هنری خود را از سال ۱۳۷۱ آغاز نمود. وی دارای یک برادر و یک خواهر است.

## فیلم‌شناسی

### سینمایی
| نام فیلم       | سال  | کارگردان        |
| -------------- | ---- | --------------- |
| ضیافت          | ۱۳۷۴ | مسعود کیمیایی   |
| ته تغاری       | ۱۳۸۸ | اسماعیل مهدی‌پور |
| ویلای پر ماجرا | ۱۳۸۸ | مهرداد محتشمی   |
| چهل ۴۰         | ۱۳۹۲ | سعید جلیلی      |
| تاکسیران       | ۱۳۹۹ | افشین عامریان   |

### مجموعه تلویزیونی
| نام مجموعه                   | سال       | کارگردان                                       | توضیحات                                   |
| ---------------------------- | --------- | ---------------------------------------------- | ----------------------------------------- |
| هتل                          | ۱۳۷۲      | محمدرضا پاسدار                                 | شبکه ۱ - ۱۰ قسمت                          |
| در پناه تو                   | ۱۳۷۴      | حمید لبخنده                                    | شبکه ۲ - ۲۶ قسمت                          |
| گام آخر                      | ۱۳۷۵      | رضا توکلی                                      | شبکه ۱                                    |
| ماه آتش                      | ۱۳۷۷      | اسماعیل میهن دوست                              | شبکه ۱ - پخش در دهه فجر                   |
| نرگس                         | ۱۳۷۷      | شاپور قریب                                     | شبکه ۱                                    |
| میگی نه نگاه کن              | ۱۳۷۸      | کاظم بلوچی                                     | شبکه ۱ - ۱۰۰ قسمت - گروه کودک و نوجوان    |
| ماجراهای تقی جان             | ۱۳٧٨–۱۳٨٣ | حسن پورشیرازی - مرضیه محبوب                    | شبکه ۲ - گروه کودک و نوجوان - در چهار سری |
| کلبه سپید                    | ۱۳۷۹      | رحمان سیفی آزاد                                | شبکه ۲                                    |
| کمین                         | ۱۳۷۹      | مسعود کرامتی                                   | شبکه ۳ - ۱۳ قسمت                          |
| خاکستر و باد                 | ۱۳۸۰      | جهانبخش لک                                     | شبکه ۲                                    |
| معما                         | ۱۳۸۱      | محمدرضا آهنج - مسعود آب پرور - حسین قاسمی جامی | شبکه ۲                                    |
| فقط به خاطر تو               | ۱۳۸۲      | اکبر منصور فلاح                                | شبکه ۳ - ۳۰ قسمت - پخش در ماه رمضان       |
| تب سرد                       | ۱۳۸۳      | علیرضا افخمی                                   | شبکه ۳ - ۲۴ قسمت                          |
| افسانه شهر هرت               | ۱۳۸۶      | سعید چاری                                      | شبکه تهران ۳۰ قسمت                        |
| شاید برای شما هم اتفاق بیفتد | ۹۲–۱۳۸۸   | نوید میهن‌دوست                                  | شبکه تهران اپیزود «بعد از جدایی»          |
| تهران پلاک ۱                 | ۱۳۹۱      | مهدی مظلومی                                    | شبکه تهران - ۳۰ قسمت                      |
| عصر پاییزی                   | ۱۳۹۲      | اصغر نعیمی                                     | شبکه ۱ - ۵۰ قسمت                          |
| حکایتی ساده                  | ١٣٩٧      | محمدهادی نامور                                 | شبکه شما - ٧ قسمت                         |
| برکت                         | ١٣٩٩      | علی بهادر                                      | شبکه شما                                  |

### فیلم تلویزیونی
| نام       | سال  | کارگردان             |
| --------- | ---- | -------------------- |
| ماهرخ     | ۱۳۸۹ | حمیدرضا حافظی        |
| آواز آبها | ۱۳۹۵ | عبدالرضا صادقی جهانی |